# Мацялко Михайло Олексійович
Михайло Олексійович Мацялко (нар. 24 жовтня 1946, с. Батятичі Кам'янка-Бузького району Львівської области) — український співак (тенор), засновник і художній керівник гурту «Соколи». Заслужений артист України (1995), народний артист України (2002).
Брат Івана Мацялка, чоловік співачки й композиторки Марії Шалайкевич.

## Життєпис
У 1972 році закінчив Дрогобицький педагогічний інститут імені Івана Франка (нині — Дрогобицький державний педагогічний університет імені Івана Франка).
Є засновником і художнім керівником гурту «Соколи», створеного 20 січня 1990 року.
У його репертуарі — пісні УПА («На поляниці», «Рости, рости, черемшино», «Там десь далеко на Волині»), УСС («На вулиці сурма грає», «Тихи́й Ду́най»), українські народні й авторські пісні. Гастролював у Канаді, США, Словаччині, Польщі, Німеччині, Великій Британії, Бельгії, Австрії, Італії, Туркменистані, Білорусі, РФ. Записав компакт-диски «Гей, зі Львова до Мукачева» (1990), «Усі ми прагнемо любові» (1994), «Вона одна» (1998), «Я так тебе люблю» (2007), «Мамина молитва» (2013).